# Johnny Pemberton
John deJarnette Pemberton III (1 de junio de 1981) es un actor, comediante, presentador de podcasts y streamer estadounidense de Rochester, Minnesota. Es mejor conocido por su papel del titular en Son of Zorn, comedia de Fox, y también apareció como el personaje recurrente Bo Thompson en la comedia de NBC Superstore.

## Podcast
Pemberton presenta un podcast de audio experimental (con efectos vocales excéntricos y selecciones de música ecléctica; especialmente reggae, bromas telefónicas y entrevistas con invitados) llamado Live to Tape (anteriormente conocido como Twisting the Wind ) en Starburns Audio (anteriormente Feral Audio Red).

## Streaming
Pemberton comenzó a transmitir en Twitch en 2020. Sus programas de variedades semanales consisten en hacer de disc-jockey, "just chatting", entrevistas, jardinería y jugar videojuegos.

## Filmografía

### Películas
| Año  | Título                       | Rol                      | Notas |
| ---- | ---------------------------- | ------------------------ | ----- |
| 2009 | In the Loop                  | A.J. Brown               |       |
| 2011 | Let Go                       | Preppy Kid               |       |
| 2012 | Dream World                  | Richard                  |       |
| 2012 | 21 Jump Street               | Delroy                   |       |
| 2012 | The Watch                    | Skater Kid               |       |
| 2012 | This Is 40                   | Room Service Waiter      |       |
| 2014 | 22 Jump Street               | Delroy                   |       |
| 2014 | Jason Nash Is Married        | Desk Guy                 |       |
| 2015 | Band of Robbers              | Tommy Barnes             |       |
| 2015 | Ant-Man                      | Ice Cream Store Customer |       |
| 2016 | The 4th                      | Scotty                   |       |
| 2016 | Neighbors 2: Sorority Rising | Frat President           |       |
| 2017 | The Night Is Young           | Darren                   |       |
| 2018 | Action Point                 | Ziffel                   |       |
| 2018 | Living Room Coffin           | Peter                    |       |
| 2019 | Headlock                     | Scotty                   |       |
| 2019 | Tone-Deaf                    | Uriah                    |       |
| 2021 | King Knight                  | Desmond                  |       |
| 2022 | Unplugging                   | Tim                      |       |
| 2022 | weird: The Al Yankovic Story | Johnny Barf              |       |

### Televisión
| Año       | Título                            | Rol                                                            | Notas                                               |
| --------- | --------------------------------- | -------------------------------------------------------------- | --------------------------------------------------- |
| 2010      | It's Always Sunny in Philadelphia | Craig                                                          | 2 episodios                                         |
| 2013      | Bob's Burgers                     | Dr. Eigerman (voz)                                             | Episodio: "The Kids Run the Restaurant"             |
| 2013      | New Girl                          | Prom Date                                                      | Episodio: "Virgins"                                 |
| 2013      | Adventure Time                    | Braco (voz)                                                    | Episodio: "The Suitor"                              |
| 2013      | Perception                        | Imaginary Fanboy                                               | Episodio: "Alienation"                              |
| 2013      | Family Tools                      | Mason Baumgardner                                              | Rol principal                                       |
| 2013–2015 | Kroll Show                        | Johnny / Cameron / Kevin                                       | Rol recurrente                                      |
| 2015      | Community                         | Assistant                                                      | Episodio: "Queer Studies and Advanced Waxing"       |
| 2015      | Review                            | Tim                                                            | Episodio: "Curing Homosexuality, Mile High Club"    |
| 2015      | Fresh Off The Boat                | Clark                                                          | Episodio: "Shaquille O'Neal Motors"                 |
| 2015–2018 | Pickle and Peanut                 | Peanut (voz)                                                   | Rol principal                                       |
| 2015–2021 | Superstore                        | Bo Thompson                                                    | Rol recurrente                                      |
| 2016–2017 | Son of Zorn                       | Alangulon ("Alan") Bennett                                     | Rol principal                                       |
| 2017      | You're the Worst                  | Max                                                            | Rol recurrente, temporada 4                         |
| 2018      | I Feel Bad                        | Griff                                                          | Rol principal                                       |
| 2019      | Just Roll with It                 | Lil Pouty                                                      | 3 episodios                                         |
| 2019      | Drinks of My Life                 | Él mismo                                                       | Episodio:"Johnny Pemberton"                         |
| 2020      | The Midnight Gospel               | Cornelius / Fred / Steve / Billix French Jr. / President's Aid | Episodios: "Blinded By My End", "Taste of the King" |
| 2020      | Corporate                         | Donovan                                                        | Episodio: "Pickles 4 Breakfast"                     |
| 2021      | Middlemost Post                   | Ryan                                                           | Rol recurrente                                      |
| 2021      | Law & Order: Special Victims Unit | Travis Hillsdale                                               | Episodio: "One More Tale of Two Victims"            |
| 2024      | Fallout                           | Thaddeus                                                       |                                                     |

### Web
| Año       | Título     | Role            | Notas          |
| --------- | ---------- | --------------- | -------------- |
| 2009-2010 | Gigabots   | Phoenix Stryker | Rol principal  |
| 2011      | Aim High   | Marcus Anderson | Rol recurrente |
| 2013      | Poundhouse | Johnny          | Rol recurrente |